# Rschewskoje (Kaliningrad, Slawsk)
Rschewskoje (russisch Ржевское, deutsch Adlig Linkuhnen, litauisch Linkūnai) ist ein Ort in der russischen Oblast Kaliningrad. Er gehört zur kommunalen Selbstverwaltungseinheit Stadtkreis Slawsk im Rajon Slawsk.

## Lage
Rscheskoje liegt an der Regionalstraße 27A-034 (ex R513), die von Sowetsk (Tilsit) über Timirjasewo (Neukirch) nach Jasnoje (Kaukehmen, 1938 bis 1946 Kuckerneese) führt. Seit 1891 ist der Ort Bahnstation an der Bahnstrecke Kaliningrad–Sowetsk (Königsberg–Tilsit).

## Geschichte
Im Feld Linkone wurde bereits im Jahre 1309 Land verliehen. 1565 wurde der Hof Linkön begründet. Das Gut Adlig Linkuhnen (in Unterscheidung von Köllmisch Linkuhnen, russisch: Schelesnodoroschny, nicht mehr existent), das im Ursprung eine Domäne war, wurde von der Besitzerfamilie Dressler an die Tilsiter Kaufleute Gustav Sachse sowie Adolph und August Engelke verkauft. Diese siedelten das Land auf. Letzte Besitzerin des Restgutes von 83 Hektar war die Familie Sakals.
Am 26. März 1874 wurde der Amtsbezirk (Preußen) Linkuhnen errichtet, der bis 1945 bestand und zum Kreis Niederung (ab 1938 „Kreis Elchniederung“) im Regierungsbezirk Gumbinnen der preußischen Provinz Ostpreußen gehörte.
Mit dem nördlichen Ostpreußen kam Adlig Linkuhnen 1945 zur Sowjetunion und erhielt 1947 die russische Bezeichnung „Rschewskoje“. Gleichzeitig wurde der Ort Sitz eines Dorfsowjets im Rajon Slawsk. Später gelangte Rschewskoje in den Dorfsowjet bzw. Dorfbezirk Timirjasewski selski Sowet (okrug). Von 2008 bis 2015 gehörte der Ort zur Landgemeinde Timirjasewskoje selskoje posselenije und seither zum Stadtkreis Slawsk.

### Einwohnerentwicklung
| Jahr | Einwohner | Bemerkungen |
| ---- | --------- | ----------- |
| 1910 | 390       |             |
| 1933 | 404       |             |
| 1939 | 386       |             |
| 2002 | 183       |             |
| 2010 | 576       | [ 6 ]       |

### Amtsbezirk Linkuhnen
Zwischen 1874 und 1945 bestand der Amtsbezirk Linkuhnen, der anfangs aus 23 Orten, am Ende nur noch aus zehn Gemeinden bestand:
| Name                               | Änderungsname 1938 bis 1946 | Russischer Name    | Bemerkungen                                                                             |
| ---------------------------------- | --------------------------- | ------------------ | --------------------------------------------------------------------------------------- |
| Adlig Groß Brittanien              | ab 1928: Brittanien         | Schtscheglowka     | 1925 Umwandlung in die Landgemeinde Groß Brittanien, 1928 nach Brittanien eingegliedert |
| Adlig Klein Brittanien             | ab 1928: Brittanien         | Schtscheglowka     | 1928 nach Brittanien eingegliedert                                                      |
| Adlig Klubinn                      | Anmut                       | Karassjowo         | 1923 Umwandlung in die Landgemeinde Klubinn, 1938 nach Anmut eingegliedert              |
| Adlig Linkuhnen                    |                             | Rschewskoje        |                                                                                         |
| Adlig Pokraken                     | Adliggrieteinen             | Winogradowka       | 1928 nach Grietischken eingegliedert                                                    |
| An der Kurwe                       |                             |                    | 1923 nach Klubinn eingegliedert                                                         |
| Anmuth                             | Altanmut                    |                    | 1923 nach Klubinn eingegliedert                                                         |
| Barachelen                         |                             |                    | 1898 nach Warnie eingegliedert                                                          |
| Brunischken                        |                             |                    |                                                                                         |
| Bürgerhuben                        |                             |                    |                                                                                         |
| Duhleit                            |                             |                    | 1898 nach Warnie eingegliedert                                                          |
| Eigenk. Linkuhnen                  |                             |                    |                                                                                         |
| Griegolinen, ab 1928: Griegulienen | Lehmbruch                   | Sapowedniki        |                                                                                         |
| Grietischken                       | Grieteinen                  | Losnjaki           |                                                                                         |
| Grüneberg                          |                             |                    |                                                                                         |
| Grüneberg-Motzwethen               |                             |                    |                                                                                         |
| Hinterlinkuhnen                    |                             |                    | 1899 Auflösung der Landgemeinde Hinterlinkuhen                                          |
| Köllmisch Linkuhnen                |                             | Schelesnodoroschny |                                                                                         |
| Nassenthal                         |                             | Kryschownikowo     | 1928 nach Bürgerhuben eingegliedert                                                     |
| Palinkuhnen                        | Neulinkuhnen                | Rschewskoje        |                                                                                         |
| Uszkurwe, ab 1936: Uschkurwe       | Kurwe                       | Pljoss             |                                                                                         |
| Uszkurwe-Motzwethen                |                             |                    |                                                                                         |
| Warnie                             | Brittanien                  |                    | 1928 nach Brittanien eingegliedert                                                      |

Aufgrund der mannigfachen Strukturveränderungen gehörten am 1. Januar 1945 nur noch die Gemeinden Adlig Linkuhnen, Anmut, Brittanien, Bürgerhuben, Grieteinen, Grüneberg, Köllmisch Linkuhnen, Kurwe, Lehmbruch und Neulinkuhnen zum Amtsbezirk Linkuhnen.

### Rschewski selski Sowet 1947–1964
Der Dorfsowjet Rschewski selski Sowet (ru. Ржевский сельский Совет) wurde im Juni 1947 eingerichtet. Im Jahr 1964 wurde er aufgelöst und an den Timirjasewski selski Sowet angeschlossen.
| Ortsname                               | Name bis 1947/50                             |
| -------------------------------------- | -------------------------------------------- |
| Dalneje (Дальнее)                      | Thomaten                                     |
| Istok (Исток)                          | Neu Weynothen/Preußenhof                     |
| Jelnja (Ельня)                         | Kaltecken                                    |
| Karassjowo (Карасёво)                  | (zu) Anmut                                   |
| Krasnoje (Красное)                     | Pokraken/Weidenau                            |
| Kryschownikowo (Крыжовниково)          | Nassenthal                                   |
| Luschki (Лужки)                        | Dittballen/Streulage                         |
| Motylkowo (Мотыльково)                 | Wenzischken/Wenzen                           |
| Oktjabrskoje (Октябрьское)             | Alt Weynothen/Weinoten                       |
| Pereprawa (Переправа)                  | (Alt u. Neu) Jägerischken                    |
| Peski (Пески)                          | Smaladumen/Fichtenberg                       |
| Pljoss (Плёсс)                         | An der Kurwe                                 |
| Rschewskoje (Ржевское)                 | Adlig Linkuhnen und Palinkuhnen/Neulinkuhnen |
| Russanowo (Русаново)                   | Waldhof                                      |
| Schelesnodoroschnoje (Железнодорожное) | Köllmisch Linkuhnen                          |
| Tschistopolje (Чистополье)             | Naudwarrischken/Adelshof                     |

In den Dorfsowjet eingegliedert wurde auch ein Ort Sosnowka, dessen Lage unklar ist.

## Kirche
Die vor 1945 mehrheitlich evangelische Bevölkerung Adlig Linkuhnens war in das Kirchspiel der Kirche Heinrichswalde eingegliedert, die zum Kirchenkreis  Niederung in der Kirchenprovinz Ostpreußen der Kirche der Altpreußischen Union gehörte. Der kirchliche Bezug von Rschewskoje nach Slawsk besteht auch heute, seit sich in der Kreisstadt in den 1990er Jahren eine neue evangelisch-lutherische Gemeinde gebildet hat. Sie ist Pfarrsitz der gleichnamigen Kirchenregion in der Propstei Kaliningrad der Evangelisch-lutherischen Kirche Europäisches Russland.

## Gräberfeld von Linkuhnen
In den Jahren 1929 bis 1931 wurden unweit von Adlig Linkuhnen bedeutende Ausgrabungen gemacht: Bestattungsschichten aus dem 6. bis 12. Jahrhundert.